# Miquel Sellarès
Miquel Sellarès Perelló (Barcelona, 1946) es un político español. Fue uno de los fundadores de la Asamblea Nacional Catalana.

## Biografía
Licenciado en Filosofía y Letras. Desde los hechos del Palau de la Música de 1963 se vinculó a los sectores nacionalistas próximos a Jordi Pujol. En 1968 participó en la fundación del Sindicato Democrático de Estudiantes de la Universidad de Barcelona (SDEUB), en 1970 organizó el Servicio de Información Catalán y en 1973 fue secretario del Grupo de Acción al Servicio de Cataluña, formado por partidarios de Jordi Pujol. También fue editor de la revista clandestina Avui y fundador de la Asamblea de Cataluña (1971) y de Convergencia Democrática de Cataluña en 1974.
Ha sido promotor y presidente de la Fundación Centro de Documentación Política (1977) y secretario general del Club Ramon Muntaner. En 1978 abandonó CDC para participar en la fundación de Nacionalistas de Esquerra, a pesar de que él siguió como independiente. Como experto en temas policiales, fue nombrado director general de seguridad ciudadana de la Generalidad de Cataluña entre 1983 y 1984. Volvió a CDC, pero en 1990 fue expulsado nuevamente por denunciar la corrupción de los sectores ligados a Lluís Prenafeta.
También fue director de la revista Debat Nacionalista desde 1988, miembro de la junta de Òmnium Cultural, del Consejo Consultivo de la Plataforma por la Lengua y director del Centro de Estudios Estratégicos de Cataluña, creado por él en 1998. En 2000 impulsó el medio digital Tribuna Catalana con su hija Mònica. Ha colaborado en los diarios El Punt, La Vanguardia, Deia, El País, y al diario digital Tribuna Catalana. Entre 2003 y 2004 fue secretario de comunicación de la Generalidad de Cataluña. Preside el colectivo Opinió Catalana.

## Obras
- Un pas endavant. La història dels mossos que mai no s'ha explicat (2008)[4]
- Construint un Estat nou (2014)